# Hexapodibius christenberryae
Espèce
Hexapodibius christenberryae est une espèce de tardigrades de la famille des Hexapodibiidae. 

## Distribution
Cette espèce est endémique d'Alabama aux États-Unis.

## Étymologie
Cette espèce est nommée en l'honneur de Deirdre Christenberry.

## Publication originale
- Pilato & Binda, 2003 : Hexapodibius christenberryae, a new species of tardigrade from North America (Eutardigrada, Calohypsibiidae). Zootaxa, no 140, p. 1-6.